# 松江美季
松江美季（日语：／ Matsue Miki，1973年7月17日—），日本女子雪橇竞速运动员。她曾代表日本参加1998年冬季残疾人奥林匹克运动会雪橇竞速比赛，获得三枚金牌和一枚银牌。